# Coupe du monde de pentathlon moderne 2016
Navigation
2015 2017
La coupe du monde de pentathlon moderne 2016 se déroule entre le 21 février 2016 au Caire (Égypte) et le 9 mai 2016 à Sarasota (États-Unis). La compétition est organisée par l'Union internationale de pentathlon moderne. La coupe du monde se déroule en quatre manches disputées dans quatre villes différentes ainsi que d'une finale aux États-Unis.
Les pentathlètes disputent également cette saison les championnats du monde et, en individuel uniquement, les Jeux olympiques de Rio de Janeiro.

## Résultats

### Hommes
| Date                  | Lieu           | Gagnant         | Second            | Troisième       |
| 21 février 28 février | Le Caire       | Amro El Geziry  | Ádám Marosi       | Valentin Belaud |
| 8 mars 15 mars        | Rio de Janeiro | Jun Woong-tae   | Omar El Geziry    | Ádám Marosi     |
| 30 mars 3 avril       | Rome           | Valentin Prades | Christopher Patte | Jan Kuf         |
| 13 avril 18 avril     | Kecskemét      | James Cooke     | Ádám Marosi       | Bence Demeter   |
| 3 mai 9 mai           | Sarasota       | James Cooke     | Patrick Dogue     | Valentin Prades |

### Femmes
| Date                  | Lieu           | Gagnant               | Second          | Troisième             |
| 21 février 28 février | Le Caire       | Lena Schöneborn       | Annika Schleu   | Élodie Clouvel        |
| 8 mars 15 mars        | Rio de Janeiro | Claudia Cesarini      | Lena Schöneborn | Donata Rimšaitė       |
| 30 mars 3 avril       | Rome           | Laura Asadauskaitė    | Lena Schöneborn | Anastasiya Prokopenko |
| 13 avril 18 avril     | Kecskemét      | Anastasiya Prokopenko | Zsófia Földházi | Julie Belhamri        |
| 3 mai 9 mai           | Sarasota       | Lena Schöneborn       | Zsófia Földházi | Ieva Serapinaitė      |

### Mixte
| Date                   | Lieu           | Gagnant                                          | Second                                            | Troisième                                         |
| 21 février 28 février  | Le Caire       | Italie- Auro Franceschini - Lavinia Bonessio     | Mexique- Jorge Abraham Comacho - Tamara Vega      | Kazakhstan- Vladislav Sukharev - Elena Potapenko  |
| 8 mars 15 mars         | Rio de Janeiro | Allemagne- Patrick Dogue - Lena Schöneborn       | Égypte- Eslam Hamad - Haydi Morsy                 | Japon- Tomoya Moguchi - Natsumi Tomonaga          |
| 30 mars 3 avril 2016   | Rome           | Italie- Lorenzo Michele - Lavinia Bonessio       | Tchéquie- Martin Bilko - Lenka Bilková            | Mexique- Alvaro Sandoval - Mayan Oliver           |
| 13 avril 18 avril 2016 | Kecskemét      | Guatemala- Charles Fernandez - Isabel Brand      | Égypte- Sheyrif Nazer - Sondos Aboubakr           | Allemagne- Alexander Nolis - Alexandra Bettinelli |
| 3 mai 9 mai            | Sarasota       | Irlande- Arthur Lanigan O'Keeffe - Natalya Coyle | Biélorussie- Mikalai Hayanouski - Katsiaryna Arol | Ukraine- Pavlo Tymoshchenko - Valeriya Permykina  |